# 炭酸水素ナトリウム
炭酸水素ナトリウム（たんさんすいそナトリウム、英: sodium hydrogen carbonate）、別名重炭酸ナトリウム（じゅうたんさんナトリウム、英: sodium bicarbonate、ソディアム バイカーボネイト、ビカ、重炭酸曹達（ソーダ）、略して重曹とも）は、化学式 NaHCO3で表される、ナトリウムの炭酸水素塩である。
常温で白色の粉末状である。水溶液のpHはアルカリ性を示すものの、フェノールフタレインを加えても変色しない程度の弱い塩基性である。水には少し溶解し、メタノールにもわずかに溶解するものの、エタノールには不溶である。具体的には、水（0 ℃） 100 g につき 6.9 g、水 （20 ℃） 100 g につき 9.6 g、メタノール（25 ℃） 100 g につき 0.8 g 溶解する。
人間の舌で感じる味は、塩味に近いが独特である。

## 合成
塩化ナトリウム溶液の電気分解で得られた水酸化ナトリウム溶液に、二酸化炭素を反応させて製造する。
{\displaystyle {\ce {NaOH + CO2 -> NaHCO3}}}
工業的には、ソルベー法によって多量に製造される。これは、炭酸水素ナトリウムの水への溶解度が比較的低いことから沈殿することによる、複分解反応である。
{\displaystyle {\ce {NaCl + H2O + NH3 + CO2 -> NH4Cl + NaHCO3 (v)}}}（矢印↓は沈殿を意味する）
また、天然の鉱物を精製しても得られる。日本ではAGCや東ソー・トクヤマなどが生産している。

## 反応
ソルベー法の過程で得られた炭酸水素ナトリウムは、焼成することによって炭酸ナトリウムの原料となる。
{\displaystyle {\ce {2NaHCO3 ->[\Delta] Na2CO3 + CO2 + H2O}}}
炭酸水素ナトリウムは、炭酸の酸解離定数がpKa1 = 6.3、pKa2 = 10.3 であるため、水溶液は pH = 8.3 程度の弱い塩基性を示す。
{\displaystyle {\ce {HCO3^- + H2O <=> H2CO3 + OH^- ,}}} pKa {\displaystyle =6.3}
{\displaystyle {\ce {HCO3^- + H2O <=> CO3^2- + H3O^+ ,}}} pKa {\displaystyle =10.3}
酸と反応して炭酸と塩を与え、炭酸は二酸化炭素と水に分解する。
{\displaystyle {\ce {NaHCO3 + HCl -> NaCl + H2CO3}}}
{\displaystyle {\ce {H2CO3 -> H2O + CO2 (^)}}}
酢酸と反応すると酢酸ナトリウムを与える。
{\displaystyle {\ce {NaHCO3 + CH3COOH -> CH3COONa + H2O + CO2 (^)}}}
水酸化ナトリウムと反応して炭酸ナトリウムを与える。
{\displaystyle {\ce {NaHCO3 + NaOH -> Na2CO3 + H2O}}}

### 熱分解
加熱により、炭酸ナトリウム、二酸化炭素、水に分解する。粉末は270 ℃で分解し、水溶液は放置しておいても徐々に分解してゆくが、65 ℃以上で急速に分解する。なお、常温・常圧であっても空気中には水分が含まれるため、放置しておくと少しずつ分解していく。
{\displaystyle {\ce {2NaHCO3 ->[\Delta] Na2CO3 + H2O + CO2}}}

## 用途例

### 消火剤
粉末化し、流動性付与剤として無水ケイ酸やホワイトカーボンを加え、防湿剤として金属石鹸やシリコーンオイルをコーティングしたものが、消火剤として用いられる。消防法施行規則第21条の規定による第一種粉末消火薬剤であり、B火災（油火災）とC火災（電気火災）に適応していることから、「BC粉末消火剤」とも呼ばれる。
熱分解によって生成されたナトリウムイオンと燃焼反応で生じる遊離基（OH•、H•）が結合することで燃焼の継続を抑制するのが、粉末消火薬剤の消火原理である。安価であることから、化学消防車や消防艇の粉末消火装置に用いられる。
{\displaystyle {\ce {2NaHCO3 -> Na2CO3 + CO2 + H2O}}}
{\displaystyle {\ce {Na2CO3 -> Na2O + CO2}}}
{\displaystyle {\ce {Na2O + OH . + H . -> 2NaOH}}}
また、酸と反応して二酸化炭素を発生するので、泡消火器、酸アルカリ消火器にも用いられる。

### 中和剤
鉛蓄電池の電解液（希硫酸）の中和剤としても用いられる。

### 調理
食品添加物として調理に使われる。

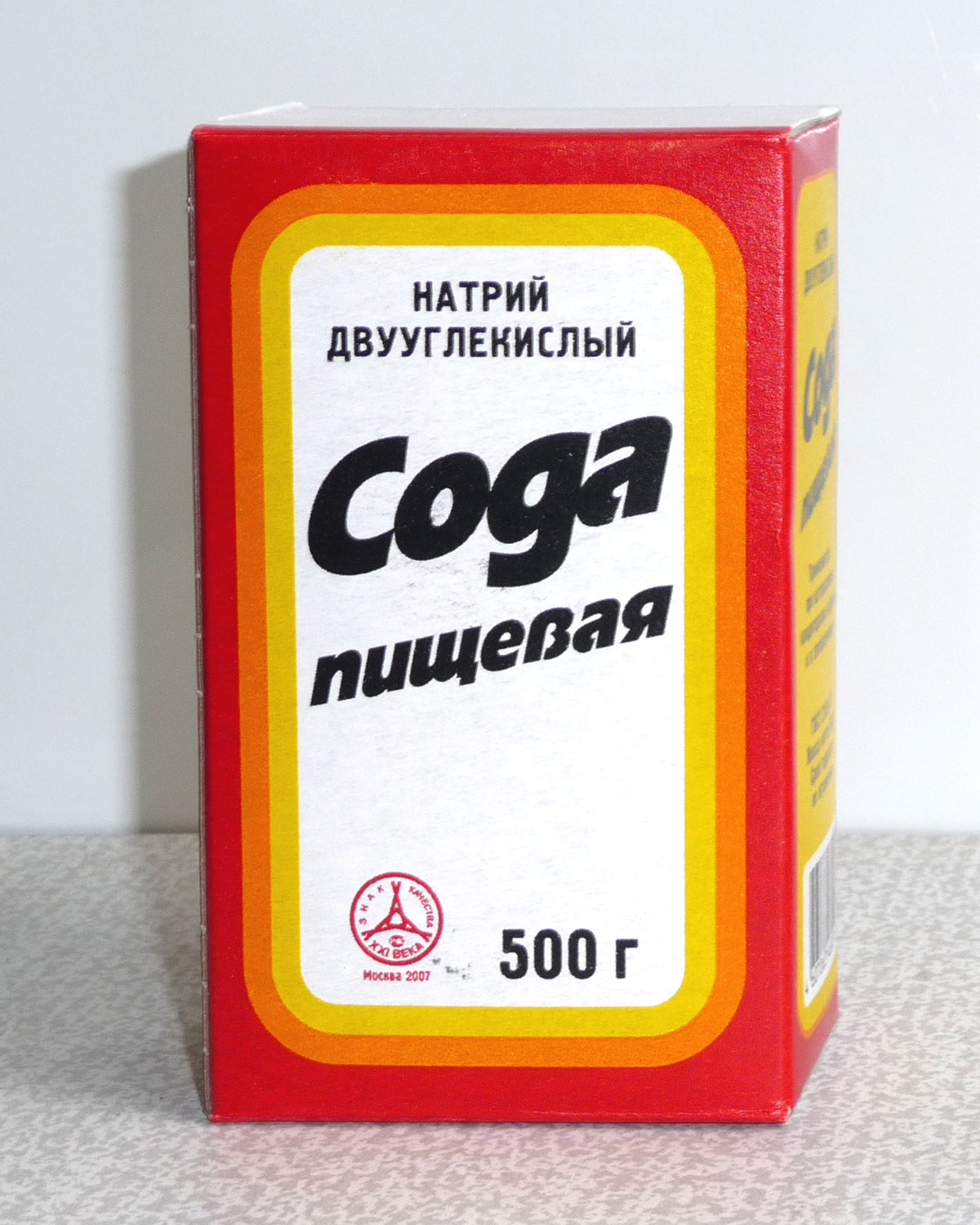
調理用の重曹

加熱によって二酸化炭素を発生する性質から、食材に練りこんで加熱すると、多孔質でフワフワかつサクサクした生地ができる。ベーキングパウダーの代替品として速成パン（特に炭酸水素ナトリウムを用いて膨張させた速成パンはソーダブレッドと呼ばれる）やクッキー、パンケーキ、どらやきなどを膨らませるのに用いられるほか、カルメ焼きの欠かせない材料である。
口中で炭酸ガスを発生させるソーダ飴には、粉末で封入される。ワラビなどの山菜やタケノコのアク抜き、松の実などの臭み取り、豆を早く煮るための添加、肉を柔らかくする下ごしらえといった用途のほか、グレープフルーツや夏みかんの強烈な酸味を中和させるために直接かけることや、冷凍エビの食感の改善などにも使うことができる。また、中華麺を打つときに入れるかん水（炭酸ナトリウムが主）の代用として麺打ちにも使われる。
このように食品に使用され安全性も高いが、大量に摂取するとアルカローシスなどの問題を引き起こす恐れがあるとされているので、特に幼児が誤食しないように注意する必要はある。合わせて、体重 1 kg 当たり約 1.26 g で、呼吸器に異常をきたすとのデータもある（ただし、通常これほどの量を摂取するとは考えにくい）。

### pH調整剤
pH調整剤として添加の効果が認められている。代謝性アルカローシスは、明らかな血圧降下作用を惹起すると指摘されている。

### 「炭酸水の素」
水に炭酸水素ナトリウムとクエン酸を混ぜるだけで、炭酸ガスが発生して炭酸水となるので、飲料の材料としても用いられる。砂糖を加えてサイダーにすることや、レモンを加えてレモンソーダにするということも可能である。ただし、混ぜる際にはクエン酸ナトリウムも発生するため、加圧による炭酸飽和で作られる市販の炭酸水とは味が異なる。
市販の粉末ジュースの素としても利用されている。

### 洗浄・脱臭
研磨効果、鹸化（乳化）効果から、洗剤や洗剤の補助としてティーカップなどの茶渋落とし、換気扇などの固着した油汚れ・焦げ落とし、練り歯磨きやうがいなどに使用される。
高温のスチームと重曹を高圧洗浄器で噴射することにより、重曹の粒によるブラスト効果でコンクリート表面の汚れや落書きを効率的に除去する工法が開発されている。
重曹は、水質汚染で問題とされるBOD・COD値がなく、環境ホルモンも含まれていないので、自然破壊を引き起こさない。また、食品添加物としても使用できるほど、人体に安全であることも売りとなっている。
重曹と油脂が混じると、脂肪酸ナトリウム（石鹸）が生成される。重曹水は石鹸水より弱いアルカリ性であり、油脂に対する洗浄効果は弱い。重曹は水に溶けにくく、十分に撹拌しなければ洗浄効果が低下する。携帯ポットなどは洗いにくいうえに洗剤が落ちにくいが、重曹はその点で洗い残しがあっても安全である。
酸性の臭いに対する脱臭効果があり、肉・魚臭さの消臭や靴箱の脱臭剤などにも使用できる。

### 入浴
天然の温泉に含まれる場合は重曹泉となり、これを模した入浴剤も多くある。

### 医薬品
医療用医薬品として、商品名メイロンとして販売されてきたが、後発医薬品も幾つか販売されている。胃酸過多に対しては経口摂取による制酸剤として使われる。あくまでその場限りの対症療法であり、根治とはならない。また、胃液には塩酸が含まれていることから炭酸水素ナトリウムは急速に分解し、二酸化炭素の気泡が発生する。この気泡が胃を刺激し、さらなる胃液の分泌を促進することが知られている。
また、点滴剤はアシドーシスの対症療法に用いられる。ただし、近位尿細管性アシドーシスに対しては、点滴ではなく経口的に投与し続けることでアシドーシスの補正を行う。なお、投与がナトリウムの過剰摂取につながり、高ナトリウム血症となることが稀にある。また、炭酸水素ナトリウムを服用または静脈内への水溶液の注射などをすると、尿のpHをアルカリ側に傾けること（=pHを上げること）ができる。このため、尿のpHが上がると排泄が速くなるような薬物（例えばフェノバルビタール）を、腎臓から尿中へより速く排泄させるために炭酸水素ナトリウムを投与する場合がある。
加えて、めまいを抑制することが経験則として判明している（内耳血流を増加させ、内耳虚血時の酸素分圧の低下を抑制していると考えられるが、発作時における三半規管の状態が観測困難であるため、いまだ確定はしていない）ことから、メニエール症候群を代表とする内耳障害による悪心・嘔吐を伴う発作に際しては、点滴剤に制吐剤を加えたうえで投与される。これは前述の通り、虚血部位である内耳のアシドーシスの補正・排泄サイクルの鋭化に基づく耳石の排出力の上昇など、炭酸水素ナトリウムの薬効性が複合的に機能することもあり、特に経口摂取が不可能なほどの重篤な発作においては有用となる。
このほか、炭酸水素ナトリウムと無水リン酸二水素ナトリウムを混合したものを、坐剤として直腸内へ挿入することがある。この2つの物質が反応することによって直腸内で二酸化炭素が発生することを利用し、直腸性便秘（腫瘍などの便の通過障害となる器質的な原因が無く、かつ大腸の動きが鈍いことも原因ではない、直腸に便が溜まるタイプの便秘）の治療に用いられることがある。直腸内で二酸化炭素が発生すると直腸の粘膜を刺激し、結果として排便を促す効果があるとされている。なお、大腸内に二酸化炭素が入り込んでも、いずれ粘膜を通して生体内に吸収されてしまうことが知られている。

#### 臨床応用
- 消化性潰瘍（胃潰瘍、十二指腸潰瘍、吻合部潰瘍）
- 逆流性食道炎（胃食道逆流症）
- ゾリンジャー・エリスン症候群（英語版）
- 胸焼け（英: heartburn & acid indigestion）

### 農業・園芸
酸性土壌の中和に用いれば、アルカリ性の土壌を好む植物の生育が良くなる場合があるが、通常、ナトリウムは植物に害を及ぼすので（動物と違い、通常の植物ではナトリウムは有効な生体構成材料として利用できないため（詳細は栄養素 (植物)#ナトリウムを参照）、多くの植物にとって土壌に残留すると成長に悪影響を及ぼす）、一般的には土壌の中和は重曹ではなく、消石灰（水酸化カルシウム）や炭酸カルシウムが用いられる。一方、農薬としてはハーモメイト水溶剤が登録され、ウドンコ病などを防除するために一般に販売されている。ただし、炭酸水素ナトリウムは葉を褐変させる薬害が起こりやすいため、より薄い濃度で高い殺菌効果を持つうえに水溶性加里肥料の供給にもなる炭酸水素カリウム（市販の農薬としてはカリグリーン水溶剤がある）の方が多く用いられる。

### 学習目的の実験

炭酸水素ナトリウムの熱分解

中学理科の「化合物の分解」でよく用いられ、生成する二酸化炭素を石灰水の白濁から、水を塩化コバルト紙の赤変から確認する。この実験を行う際には、発生した水が加熱部に流れて試験管が破損することを防ぐため、加熱する試験管の口を加熱部よりやや下向きにしておく必要がある。また、加熱している試験管から気体採取用にガラス管をつないであり、その先端が水中にある場合は、実験終了の際には加熱を止める前にガラス管を水中から出しておく必要がある。これは、加熱を止めて試験管内の空気が冷え、気圧が下がった際にガラス管を通じて水が逆流し、試験管が破損することを防ぐためである。